# Tour DuPont
El Tour DuPont fue una carrera ciclista internacional por etapas, ya desaparecida, que se disputaba anualmente en Estados Unidos, en los estados conocidos como Mid-Atlantic.
Se disputó entre los años 1989 y 1996. Durante sus años de historia tuvo dos denominaciones:
- 1989-1990: Tour de Trump, debido a su principal patrocinador, Donald Trump.
- 1991-1996: Tour DuPont, debido a su principal patrocinador, DuPont.

Los corredores con más victorias son el estadounidense Lance Armstrong y el mexicano Raúl Alcalá, con dos.

## Palmarés

### Tour de Trump
| Año  | Ganador            | Segundo         | Tercero           |
| ---- | ------------------ | --------------- | ----------------- |
| 1989 | Dag-Otto Lauritzen | Henk Lubberding | Eric Vanderaerden |
| 1990 | Raúl Alcalá        | Atle Kvålsvoll  | Erik Breukink     |

### Tour DuPont
| Año  | Ganador            | Segundo            | Tercero        |
| ---- | ------------------ | ------------------ | -------------- |
| 1991 | Erik Breukink      | Atle Kvålsvoll     | Rolf Aldag     |
| 1992 | Greg Lemond        | Atle Kvålsvoll     | Stephen Swart  |
| 1993 | Raúl Alcalá        | Lance Armstrong    | Atle Kvålsvoll |
| 1994 | Viatcheslav Ekimov | Lance Armstrong    | Andrea Perón   |
| 1995 | Lance Armstrong    | Viatcheslav Ekimov | Andrea Perón   |
| 1996 | Lance Armstrong    | Pascal Hervé       | Tony Rominger  |

## Palmarés por países
| País           | Victorias |
| -------------- | --------- |
| Estados Unidos | 3         |
| México         | 2         |
| Noruega        | 1         |
| Países Bajos   | 1         |
| Rusia          | 1         |